# Spreekkoor (voetbal)
Spreekkoren zijn groepen voetbalsupporters die tijdens de wedstrijd gezamenlijk leuzen schreeuwen, of de gescandeerde uitingen ervan. Met een spreekkoor kan een (voetbal)club worden aangemoedigd, dan wel dat ermee de tegenpartij uit haar evenwicht kan worden gehaald. Het ontwrichten van de tegenpartij gebeurt bijvoorbeeld met opruiende, beledigende of kwetsende teksten aan het adres van een bepaalde speler uit de tegenpartij.

## Spreekkoren in opspraak
Sinds eind 2004 is er grote aandacht voor spreekkoren bij voetbalwedstrijden. Aanleiding hiervoor was een officiële klacht van Rafael van der Vaart over de belediging van zijn toenmalige vriendin Sylvie Meis. In een spreekkoor werd zij 'de hoer van Amsterdam' genoemd. Rafael diende een officiële klacht in, waarop de KNVB bekendmaakte dat zij hard zou gaan optreden.

## Maatregelen
De KNVB publiceerde een lijst met woorden die niet langer in stadions mogen worden geroepen. De lijst bevat scheldwoorden met betrekking tot ras, geloof en ziekten. Het woord Hamas is verboden omdat hiermee wordt verwezen naar de populaire maar verboden kreet 'Hamas, Hamas, Joden aan het gas.' Ook mogen er geen sissende geluiden meer gemaakt worden, omdat die in verband worden gebracht met het gas waarmee Joden in de Tweede Wereldoorlog werden gedood. Ook het woord 'hoer' mag niet meer in stadions worden geroepen. Dit komt vooral door de klacht van Van der Vaart. Schelden op de scheidsrechter wordt eveneens minder getolereerd.
Maken spreekkoren zich schuldig aan een of meerdere van bovengenoemde overtredingen, dan kan de wedstrijd worden stilgelegd of geschorst. Ook kan worden bepaald dat een club één of meerdere wedstrijden zonder publiek moet spelen. Ook kan de KNVB besluiten de club enkele punten in mindering te brengen, betreffende de nationale competitiestand.